# دیان فار
دیان فار (انگلیسی: Diane Farr؛ زادهٔ ۷ سپتامبر ۱۹۶۹) یک هنرپیشه اهل ایالات متحده آمریکا است.